# ヴァンサン・セガール
ヴァンサン・セガール（Vincent Ségal, 1967年4月27日 - ）は、フランスのチェリスト、ベーシスト。
彼はリヨン国立高等音楽・舞踊学校とカナダのバンフ・センター・フォー・アーツ・アンド・クリエイティビティで学んだ。主に、さまざまなコラボレーションや珍しいプロジェクトの数々で知られている。スティーヴ・ナイーヴ、エルヴィス・コステロ、セザリア・エヴォラ、ブラッカリシャス、カルリーニョス・ブラウン、フランスのレゲエ・バンドのトリヨ、フランク・モネ、実験プロジェクトのムヘレス・エンシンタ、ジョルジュ・ムスタキ、あるいは映画『ラスト、コーション』などのオリジナル・サウンドトラックを手がけるアレクサンドル・デスプラと共演してきた。
1986年、シリル・アテフとバンド「ブンチェロ」を結成。ダウンテンポのエレクトロニカ・デュオで、ヴィクトワール・ドゥ・ラ・ミュージック賞を受賞し、2006年のエレクトロニック・アーティスト・オブ・ザ・イヤーに選ばれた。また、-M-ことマチュー・シェディッドのアルバムにはそのすべてに参加している。2009年には、スティングとアルバム『ウィンターズ・ナイト』で共演した。同年10月、マリにあるサリフ・ケイタのスタジオで、アルバム『チェンバー・ミュージック〜コラとチェロとの室内楽』をバラケ・シソコとレコーディングした。

## ディスコグラフィ

### リーダー・アルバム
- T-Bone Guarnerius (2002年)
- Cello (2007年)

ブンチェロ
- Bumcello (1999年)
- Booty Time (2001年)
- Nude for Love (2002年)
- Get Me (2003年) ※ライブ
- Animal sophistiqué (2005年)
- Lychee Queen (2008年)
- Al (2012年)[4]
- 『モンスター・トーク』 - Monster Talk (2018年)

### コラボレーション・アルバム
バラケ・シソコ
- 『チェンバー・ミュージック〜コラとチェロとの室内楽』 - Chamber Music (2009年)
- 『夜の音楽』 - Musique de Nuit (2015年)
- Les Égarés (2023年)

-M-
- Le Baptême (1997年)
- Je dis aime (1999年)
- Qui de nous deux (2003年)

ムヘレス・エンシンタ
- Wild Hongi (1999年)
- Carisma de Alquiler (2001年)

ディック・アネガルン
- Adieu verdure (1999年)
- Au cirque d'hiver (2000年)

ブラッカリシャス
- 『ブレイジング・アロウ』 - Blazing arrow (2002年)
- 『ザ・クラフト』 - The Craft (2005年)

ピエル・ファッチーニ
- Leave No Trace (2003年)
- 『ソングズ・オヴ・タイム・ロスト』 - Songs of Time Lost (2014年)

その他
- オリンピック・グラモフォン : Olympic Gramofon (1996年)
- セザリア・エヴォラ : Cabo Verde (1997年)
- カルリーニョス・ブラウン : 『バイーアの空のもとで』 - AlphaGamabetiZado (1997年)
- ヴァネッサ・パラディ : 『ブリス』 - Bliss (2000年)
- アラン・バシュング : Climax (2002年)
- キザイア・ジョーンズ : 『ブラック・オルフェウス』 - Black Orpheus (2003年)
- エルヴィス・コステロ : 『クルーエル・スマイル』 - Cruel Smile (2003年)
- ゼンジーレ : Zenzile & Jamika meet Cello (2004年)
- ジャンヌ・シェラル : 『ドゥーズ・フォア・パロン〜年に12回』 - Douze fois par an (2004年)
- ブリジット・フォンテーヌ : Libido (2006年)
- マイラ・アンドラーデ : 『ナヴェガ〜航海』 - Navega (2006年)
- スシーラ・ラーマン : 『33 1/3』 - 33 1/3 (2007年)
- スティング : 『ウィンターズ・ナイト』 - If on a Winter's Night... (2009年)
- ジャン・ジャック・ビルジェ : Comme la rencontre fortuite... (2010年)
- ジャン・ジャック・ビルジェ : Révélations (2010年)[5]
- ジャン・ジャック・ビルジェ&アントナン・トリ＝ホワン : Dans tous ses états (2011年)
- ジャン・ジャック・ビルジェ&アントナン・トリ＝ホワン : Dans tous les sens du terme (2013年)
- ジャン・ジャック・ビルジェ、アントナン・トリ＝ホワン、ジャック・ペルコンテ : Dépaysages Côté Court (2013年)
- 中野公揮 : 『リフト』 - Lift (2016年)
- ヤシーン・ボラレス&ナシート・ウェイツ : 『アブ・サジヤ』 - Abu Sadiya (2017年)
- ジャン・ジャック・ビルジェ : Pique-nique au labo (2020年)
- ウォーレン・エリス&マリアンヌ・フェイスフル : She Walks in Beauty (2021年)